# ウルル＝カタ・ジュタ国立公園

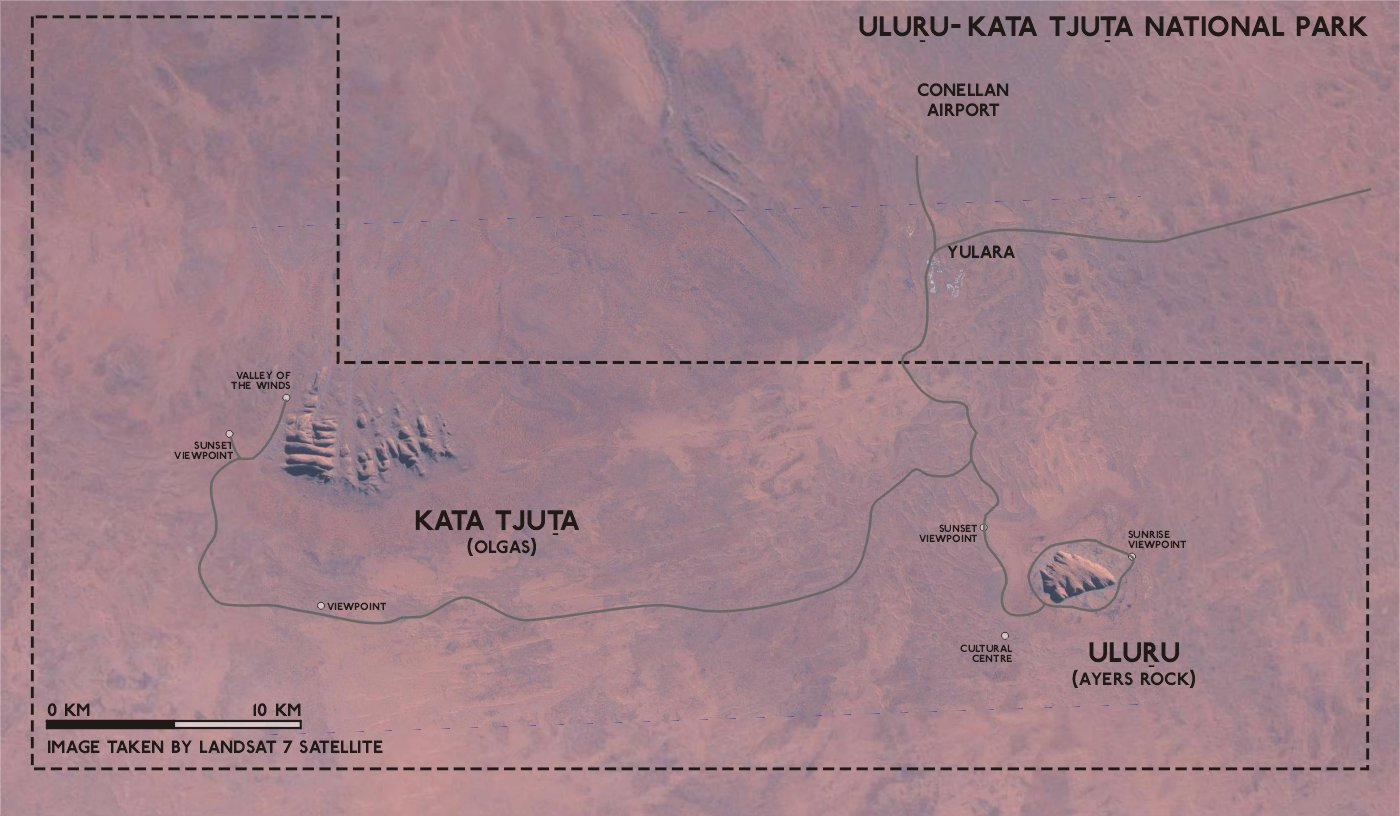
UKTNP 空撮

ウルル＝カタ・ジュタ国立公園 (Uluru-Kata Tjuta National Park) は、オーストラリア連邦ノーザンテリトリーにあるオーストラリアの国立公園の1つ。ダーウィンから1431km南、アリススプリングの440㎞南西にあり、オーストラリアのほぼ中心に位置する。ユネスコの世界遺産には1987年に登録された。

## 概要
地球のへそと呼ばれるウルル（エアーズロック）と、同じく岩石の山であるカタ・ジュタ（オルガ山）を有し、壮大な景観を有する。アボリジニの重要な聖地の1つでもあり、古来からのアボリジニの痕跡を随所に残す文化的な場所でもある。公園は、アナングと呼ばれるアボリジニの民族集団による所有地である。
国立公園への入園には、3日間有効の入園券（パークチケット）を$25（オーストラリアドル）で購入することが必要である。セイキインコ、コシアカショウビン、チャイロハヤブサなど160種類の鳥類やトゲトカゲ、トゲホップマウスが生息する。コシアカウサギワラビーの再導入も行われる。植物は「逆さま植物」という意味でマメ科のアップサイドダウンスプラウト、マツバボタンの一種のパラキーリャ、ヨーロッパから伝わりレンジャーの駆除対象となっているイヌホオズキが自生する。
1977年にユネスコの生物圏保護区に登録されたが、2020年にはオーストラリアの申請により同国の他の4か所の生物圏保護区と共に登録が撤回された。

## 登録経緯
- 1987年国立公園に登録され、同時に世界遺産（自然遺産）に登録された。
- 1994年アボリジニ文化の文化的側面が見直され、拡大登録（文化遺産）に登録された。

## 登録基準
この世界遺産は世界遺産登録基準のうち、以下の条件を満たし、登録された（以下の基準は世界遺産センター公表の登録基準からの翻訳、引用である）。
- (5) ある文化（または複数の文化）を代表する伝統的集落、あるいは陸上ないし海上利用の際立った例。もしくは特に不可逆的な変化の中で存続が危ぶまれている人と環境の関わりあいの際立った例。
- (6) 顕著で普遍的な意義を有する出来事、現存する伝統、思想、信仰または芸術的、文学的作品と直接にまたは明白に関連するもの（この基準は他の基準と組み合わせて用いるのが望ましいと世界遺産委員会は考えている）。
- (7) ひときわすぐれた自然美及び美的な重要性をもつ最高の自然現象または地域を含むもの。
- (9) 陸上、淡水、沿岸および海洋生態系と動植物群集の進化と発達において進行しつつある重要な生態学的、生物学的プロセスを示す顕著な見本であるもの。

1987年に以下の基準を満たしたと見なされ、登録された。
- 自然遺産7、9

1994年にはアボリジニの文化が文化遺産の以下の基準に相当すると見なされ、複合遺産として拡大登録が行われた。
- 文化遺産5 (文化的景観)、6

## 公園内の見所

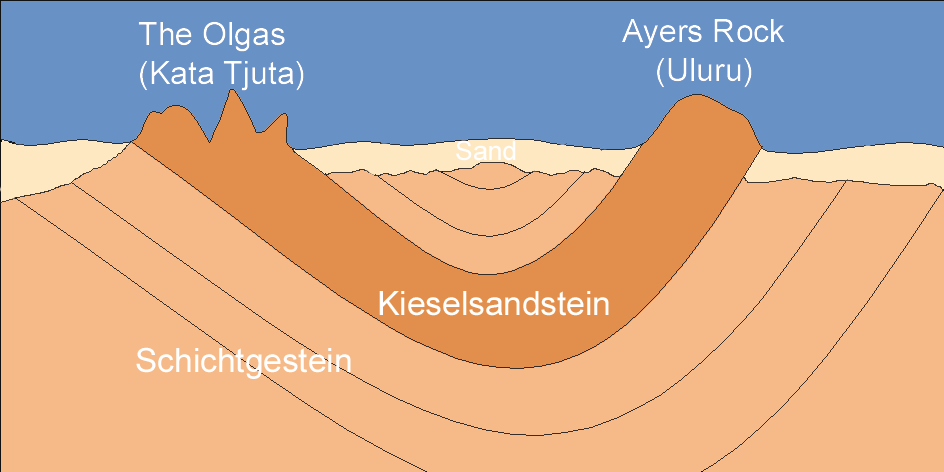
ウルルとカタ・ジュタの概要

- ウルル（エアーズロック）
- カタ・ジュタ（オルガ山）